# Safri Duo

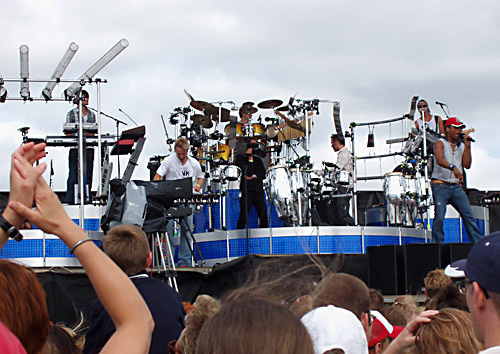
Safri Duo

Safri Duo ist ein dänisches Musiker-Duo, das sich durch seine Perkussion hervorhebt (zunächst Klassik, später Dance).

## Werdegang
Das Duo setzt sich aus Uffe Savery (* 5. April 1966) und Morten Friis (* 21. August 1968) zusammen (wobei Safri aus den beiden Nachnamen zusammengesetzt wurde). Beide sind Schulfreunde, die auch zusammen am Königlich Dänischen Konservatorium für Musik ihr Musikdiplom gemacht haben.
Seit 1988 haben beide klassische Werke für ihre Perkussion-Musik umgeschrieben und sind damit weltweit aufgetreten.
Der Durchbruch kam allerdings erst, als beide ihren Stil änderten und auf Dance umstiegen. Ihr größter Erfolg war Played-A-Live (The Bongo Song). Das Lied erreichte 2001 Platz zwei in den deutschen Singlecharts sowie Platz eins der Schweizer Hitparade und der dänischen Charts. Im selben Jahr waren sie der Live-Act während der Eröffnungsfeier der Veltins-Arena in Gelsenkirchen. Außerdem erhielt das Duo 2002 den Echo als Best International Dance Act, nahm im Jahr 2005 an der Tournee der Nokia Night of the Proms teil und spielte dort zusammen mit einem Orchester mehrere Lieder.
2010 stellte das Safri Duo in Kooperation mit Velile den Soundtrack Helele für die Übertragungen zur Fußball-Weltmeisterschaft 2010 des Senders RTL und des Schweizer Fernsehens.

## Diskografie

### Alben
| Jahr | Titel         | Höchstplatzierung, Gesamtwochen, AuszeichnungChartplatzierungen (Jahr, Titel, Platzierungen, Wochen, Auszeichnungen, Anmerkungen) | Höchstplatzierung, Gesamtwochen, AuszeichnungChartplatzierungen (Jahr, Titel, Platzierungen, Wochen, Auszeichnungen, Anmerkungen) | Höchstplatzierung, Gesamtwochen, AuszeichnungChartplatzierungen (Jahr, Titel, Platzierungen, Wochen, Auszeichnungen, Anmerkungen) | Höchstplatzierung, Gesamtwochen, AuszeichnungChartplatzierungen (Jahr, Titel, Platzierungen, Wochen, Auszeichnungen, Anmerkungen) | Anmerkungen                                    |
| Jahr | Titel         | DE | AT | CH | DK | Anmerkungen                                    |
| ---- | ------------- | --- | --- | --- | --- | ---------------------------------------------- |
| 2001 | Episode II    | DE2 Gold · (36 Wo.)DE | AT21 (16 Wo.)AT | CH2 Platin · (35 Wo.)CH | DK1 ×3Dreifachplatin (The Remix Edition) · (73 Wo.)DK                                                                             | Erstveröffentlichung: 4. Juni 2001             |
| 2003 | 3.0           | — | — | CH73 (2 Wo.)CH | DK2 (31 Wo.)DK | Erstveröffentlichung: 29. September 2003       |
| 2004 | 3.5           | — | — | — | DK6 Gold · (14 Wo.)DK | Erstveröffentlichung: 20. September 2004       |
| 2008 | Origins       | — | — | — | DK14 (10 Wo.)DK | Erstveröffentlichung: 17. November 2008        |
| 2010 | Greatest Hits | DE32 (6 Wo.)DE | — | CH23 (8 Wo.)CH | — | Erstveröffentlichung: 2. Juli 2010 Kompilation |

Weitere Alben
- 1990: Turn Up Volume
- 1994: Works for Percussion
- 1995: English & French Suites (Percussion Transcriptions)
- 1995: Paganini Variations / Sonata for Two Pianos and Percussion / American Fantasy (mit The Slovak Piano Duo, Lutosławski, Bartók & Helweg)
- 1996: Goldrush: Works of Percussion
- 1998: Bach to the Future

### Singles
| Jahr | Titel Album                               | Höchstplatzierung, Gesamtwochen, AuszeichnungChartplatzierungen (Jahr, Titel, Album, Platzierungen, Wochen, Auszeichnungen, Anmerkungen) | Höchstplatzierung, Gesamtwochen, AuszeichnungChartplatzierungen (Jahr, Titel, Album, Platzierungen, Wochen, Auszeichnungen, Anmerkungen) | Höchstplatzierung, Gesamtwochen, AuszeichnungChartplatzierungen (Jahr, Titel, Album, Platzierungen, Wochen, Auszeichnungen, Anmerkungen) | Höchstplatzierung, Gesamtwochen, AuszeichnungChartplatzierungen (Jahr, Titel, Album, Platzierungen, Wochen, Auszeichnungen, Anmerkungen) | Höchstplatzierung, Gesamtwochen, AuszeichnungChartplatzierungen (Jahr, Titel, Album, Platzierungen, Wochen, Auszeichnungen, Anmerkungen) | Anmerkungen                                                                      |
| Jahr | Titel Album                               | DE | AT | CH | UK | DK | Anmerkungen                                                                      |
| ---- | ----------------------------------------- | --- | --- | --- | --- | --- | -------------------------------------------------------------------------------- |
| 2000 | Played-A-Live (The Bongo Song) Episode II | DE2 ×3Dreifachgold · (48 Wo.)DE | AT7 (30 Wo.)AT | CH1 Platin · (42 Wo.)CH | UK6 Gold · (9 Wo.)UK | DK1 ×3Dreifachplatin (2001) + Platin (2022) · (21 Wo.)DK                                                                                 | Erstveröffentlichung: 1. Dezember 2000                                           |
| 2001 | Samb-Adagio Episode II                    | DE14 (13 Wo.)DE | AT35 (14 Wo.)AT | CH28 (20 Wo.)CH | — | DK9 (3 Wo.)DK | Erstveröffentlichung: 11. Juni 2001                                              |
| 2001 | Baya-Baya Episode II                      | DE74 (4 Wo.)DE | — | CH52 (11 Wo.)CH | — | — | Erstveröffentlichung: 10. Dezember 2001                                          |
| 2002 | Sweet Freedom Episode II New Edition      | DE29 (9 Wo.)DE | AT50 (6 Wo.)AT | CH52 (14 Wo.)CH | UK54 (1 Wo.)UK | — | Erstveröffentlichung: 3. Juni 2002 feat. Michael McDonald                        |
| 2003 | Fallin’ High 3.0                          | DE65 (7 Wo.)DE | — | CH44 (7 Wo.)CH | — | DK1 Gold · (22 Wo.)DK | Erstveröffentlichung: 4. August 2003                                             |
| 2008 | Origins                                   | — | — | — | — | DK32 (1 Wo.)DK | Erstveröffentlichung: 2008                                                       |
| 2010 | Helele Greatest Hits                      | DE2 Platin · (35 Wo.)DE | AT8 (24 Wo.)AT | CH1 Platin · (18 Wo.)CH | — | — | Erstveröffentlichung: 2. August 2010 mit Velile                                  |
| 2010 | Mad World –                               | — | — | — | — | DK4 Gold + Gold (Streaming) · (19 Wo.)DK                                                                                                 | Erstveröffentlichung: 15. Oktober 2010 Michael Parsberg feat. Safri Duo & Isam B |
| 2013 | Dimitto (Let Go) –                        | — | — | — | — | DK1 Platin (Streaming) · (10 Wo.)DK | Erstveröffentlichung: 1. September 2013 mit Kato feat. Bjørnskov                 |
| 2023 | Cynical –                                 | DE15 Gold · (42 Wo.)DE | AT26 Gold · (21 Wo.)AT | CH47 Platin · (17 Wo.)CH | — | — | Erstveröffentlichung: 30. Juni 2023 mit Chris De Sarandy & Twocolors             |

Weitere Singles
- 2001: On the Move vs. Played-A-Live (Barthezz vs. Safri Duo)
- 2001: E. P.
- 2003: All the People in the World (feat. Clark Anderson)
- 2003: Sunrise (Ayla vs. Safri Duo)
- 2004: Knock On Wood (feat. Clark Anderson)
- 2004: Rise
- 2004: Hvor’ vi fra? (Landsholdet feat. Safri Duo, B-Boys & Birthe Kjær)
- 2004: Ritmo de la noche
- 2008: Twilight
- 2017: Zeit der Sommernächte (mit Oonagh)

## Auszeichnungen für Musikverkäufe
| Goldene Schallplatte - Brasilien - 2025: für die Single Cynical - Norwegen - 2001: für die Single Played-A-Live (The Bongo Song) - Russland - 2011: für die Single Helele - Schweden - 2001: für die Single Played-A-Live (The Bongo Song) - Spanien - 2001: für das Album Episode II - 2024: für die Single Played-A-Live (The Bongo Song) | Platin-Schallplatte - Belgien - 2001: für die Single Played-A-Live (The Bongo Song) 2× Platin-Schallplatte - Polen - 2024: für die Single Cynical |

Anmerkung: Auszeichnungen in Ländern aus den Charttabellen bzw. Chartboxen sind in ebendiesen zu finden.
| Land/RegionAuszeichnungen für Musikverkäufe (Land/Region, Auszeichnungen, Verkäufe, Quellen) | Gold       | Platin       | Verkäufe  | Quellen              |
| -------------------------------------------------------------------------------------------- | ---------- | ------------ | --------- | -------------------- |
| Belgien (BRMA)                                                                               | —          | Platin1      | 50.000    | ultratop.be          |
| Brasilien (PMB)                                                                              | Gold1      | —            | 20.000    | pro-musicabr.org.br  |
| Dänemark (IFPI)                                                                              | 4× Gold4   | 8× Platin8   | 339.000   | ifpi.dk hitlisten.nu |
| Deutschland (BVMI)                                                                           | 3× Gold3   | 2× Platin2   | 1.650.000 | musikindustrie.de    |
| Norwegen (IFPI)                                                                              | Gold1      | —            | 10.000    | ifpi.no              |
| Österreich (IFPI)                                                                            | Gold1      | —            | 15.000    | ifpi.at              |
| Polen (ZPAV)                                                                                 | —          | 2× Platin2   | 100.000   | olis.pl              |
| Russland (NFPF)                                                                              | Gold1      | —            | 100.000   | Einzelnachweise      |
| Schweden (IFPI)                                                                              | Gold1      | —            | 15.000    | sverigetopplistan.se |
| Schweiz (IFPI)                                                                               | —          | 4× Platin4   | 130.000   | hitparade.ch         |
| Spanien (Promusicae)                                                                         | 2× Gold2   | —            | 80.000    | elportaldemusica.es  |
| Vereinigtes Königreich (BPI)                                                                 | Gold1      | —            | 400.000   | bpi.co.uk            |
| Insgesamt                                                                                    | 15× Gold15 | 17× Platin17 |           |                      |

## Künstlerauszeichnungen
- Dance Music Award
  - 2000: in der Kategorie „Erfolgreichster internationaler Single Act“
- Danish Music Awards
  - 2001: in der Kategorie „Danish Club Hit of the Year“ für Played-A-Live
- Echo
  - 2002: in der Kategorie „Dance Single des Jahres international“ für Played-A-Live